# 빌헬름 2세
빌헬름 2세(Wilhelm II, 1859년 1월 27일 ~ 1941년 6월 4일)는 독일 제국 황제 겸 프로이센의 카이저이었다. 본명은 프리드리히 빌헬름 빅토어 알베르트(Friedrich Wilhelm Victor Albert)이며 독일의 빌헬름 1세의 손자이다. 아버지는 프리드리히 3세이고, 어머니는 영국의 빅토리아 여왕의 장녀인 빅토리아 공주이다.

## 어린시절과 결혼생활

### 유년기와 성격

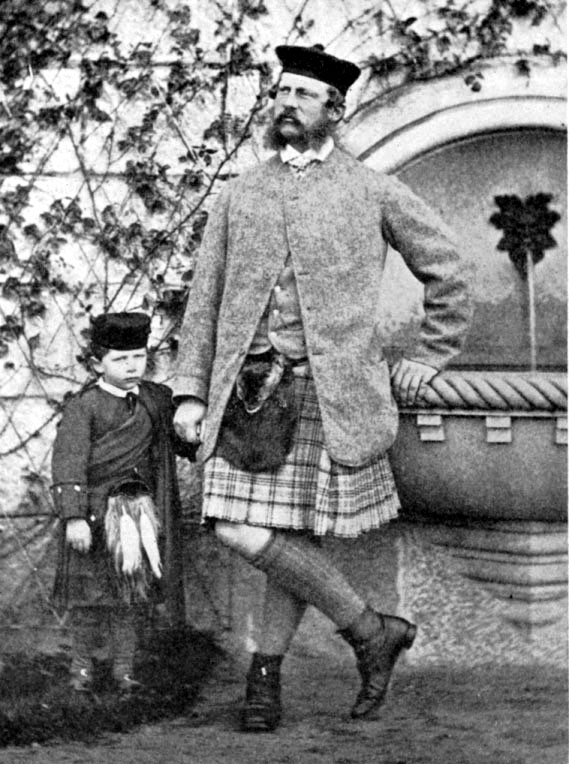
아버지 프리드리히 3세와 함께

빌헬름 2세는 1859년 1월 27일, 프리드리히 3세와 빅토리아 공주사이에서 태어났다.
빌헬름은 태어나면서 왼쪽 팔을 심하게 다쳤다. 그의 어머니 빅토리아 공주는 아들의 다친 팔을 고쳐주고자 애를 썼다. 또한 어린 빌헬름에게 빅토리아 공주는 친정 아버지 앨버트 공의 자유주의 사상을 가르쳤다. 빌헬름이 자라자 할아버지 빌헬름 1세는 그를 빅토리아 공주의 자유주의 사상으로부터 떼어 놓기 위해 빌헬름을 군에 입대시켰다. 빌헬름은 군대를 매우 좋아했고, 이것이 그의 성격에 영향을 미쳤다.
어린 빌헬름은 무뚝뚝하고 무례했으며 그의 부모를 좋아하지 않았다. 오직 그의 할아버지만 좋아했다. 또한 변태적 엽색행각도 하였는데 당시 그가 매춘부에게 보낸 편지는 그의 정적이었던 비스마르크의 아들 오토 폰 비스마르크가 비밀리에 입수하여 숨겨두었다가 그의 사후 세상에 공개됐다.
1876년 그의 나이 17세가 되던 해에, 당시 세계를 지배한다는 대영제국의 여왕 빅토리아는 자신의 외손자인 빌헬름 2세에게 생일선물로 아프리카의 최고봉인 킬리만자로를 선물했다. 지금 탄자니아와 케냐의 국경선은 그때 그가 받은 케냐산(Mountain Kenya)의 일부인 킬리만자로를 영국이 독일에게 양도하면서 그려지게 되었다.

### 아우구스테와의 결혼
1881년 2월 27일, 빌헬름은 아우구스텐부르크의 공작 프리드리히의 딸인 아우구스테 빅토리아 공녀와 결혼하였다. 아우구스테는 빅토리아 여왕의 씨다른언니 페오도라 공비의 손녀로 빌헬름의 외외가쪽으로 육촌이었다. 아우구스테는 빌헬름보다 두 살 위로 볼품없고 평범한 여자였다. 1918년 퇴위 후 1921년 아우구스테가 죽자 빌헬름은 그보다 28살 연하인 헤르미네와 재혼하였다.

## 빌헬름 2세의 치적

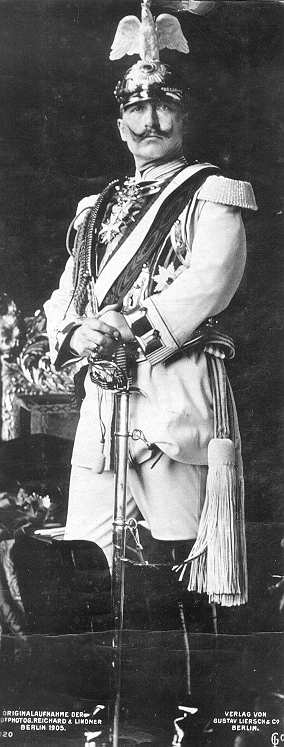
1888년 당시 빌헬름 2세의 모습

### 즉위 초기
1888년 3월 조부 빌헬름 1세가 사망하고 6월 15일, 빌헬름 2세의 아버지인 프리드리히 3세가 후두암으로 재위 99일만에 연이어 사망하면서 빌헬름 2세는 1888년 독일제국의 3대 황제(Kaiser)로 즉위하였다. 오토 폰 비스마르크와 사적으로 갈등하였는데, 즉위 후 그는 우선 자신의 세계정책에 반하는 정책을 주장하는 재상 오토 폰 비스마르크를 해임하였다.
비스마르크가 퇴임한 이 후 독일은 빌헬름 2세의 세계정책을 취하면서 독선적인 제국주의 국가로 변모하였다. 대양해군을 주장하는 티르피츠를 해군장관으로 기용하고 함대법을 제정하여 영국과 군함건조경쟁을 벌이고 적극적인 해외시장 개척과 식민지 확장 등으로 독일은 그 스스로 고립되어갔다.

### 모로코 사건
독일의 세계정책의 대표적인 예로는 모로코 사건을 들 수 있다. 1905년, 1906년과 1911년에 걸쳐 독일과 프랑스는 모로코를 두고 분쟁을 벌였다. 원래 모로코는 1880년 마드리드 조약에 의해 독립을 인정받았으나 20세기에 이르러 프랑스의 침략 야욕이 두드러졌다.
1905년 3월 31일, 빌헬름 2세가 모로코의 탕헤르 항을 방문하여 모로코의 영토보전과 문호개방을 요구하는 연설을 하였다. 또한 프랑스에 반감을 가지고 있던 술탄에게 원조를 해주면서 프랑스의 모로코 내에서 이권을 방해하면서 양국의 대립이 극에 달하였다. 이 문제를 해결하기 위하여 1906년에 알헤시라스에서 국제회의가 열렸다.
하지만 프랑스와 영국 간의 결속이 강하여 독일은 고립되었고 결국 프랑스의 모로코 진출은 합법적으로 인정되었다.
그 후 1911년 모로코의 베르베르인이 반란을 일으키자 진압을 위해 프랑스가 출병하였다. 그해 7월 독일은 군함을 파견하여 프랑스군을 위협하였다. 이 사건을 아가디르 사건이라고도 하는데, 영국이 프랑스를 강력히 지지하였기 때문에 독일은 프랑스에 양보하지 않을 수 없게 되어 양국 간에 협정이 성립되었다. 그 결과 프랑스는 독일에 콩고의 북부지방을 할양해주는 대신 독일은 프랑스의 모로코에 대한 보호권을 승인하게 되었다.

### 근동정책
터키에 관심이 많았던 빌헬름 2세는 근동정책으로 베를린-비잔티움(이스탄불)-바그다드를 잇는 철도를 부설하는 3B정책을 추진하였다.
처음에는 이 지역에 대하여 무관심하였으나, 1888년 투르크로부터 앙카라∼하이달파샤 간의 철도부설권을 얻은 이후 청일전쟁·러일전쟁으로 열강들의 관심이 극동으로 쏠린 틈을 이용하여, 이 지역으로의 진출을 추진하였다. 1898년 독일 황제 빌헬름 2세가 오스만 투르크를 직접 방문하고, 이듬해 하이달파샤-코냐-바그다드-바스라를 연결하는 철도부설권을 얻었다.
1903년 바그다드 철도회사를 설립하여, 쿠웨이트까지의 철도부설권과 그 주변의 광산 채굴권 및 기타 이권을 획득하였다. 이러한 근동정책이 영국의 3C정책, 러시아의 남하정책, 프랑스의 권익옹호문제 등과 대립되어, 이들 나라와의 타협 돌파구를 마련하기 위해 노력하였으나, 제1차 세계대전의 원인이 되었다.

## 극동 정책
청일전쟁에서 승리를 거둔 일본 제국은 1895년 4월 17일 청나라와의 사이에 강화 조약을 조인, 비준하였다. 그런데 조약 내용을 본 독일을 비롯한 프랑스, 러시아 3국은 4월 23일 이 조약에서 일본에 할양하도록 되어 있는 랴오둥반도를 청국에 반환하도록 일본 정부에 권고(압박)하였다.
당시의 일본은 3국 열강을 상대로 하여 싸울 만한 전력이 없었기 때문에 결국 〈시모노세키 조약〉은 그대로 체결하고, 랴오둥반도 반환문제는 별개로 취급할 것을 결정하도록 하였다. 일본은 독일, 프랑스, 러시아의 간섭으로 랴오둥반도는 청나라에 반환하였고, 그 해 5월 5일 이 사실을 3국에 통고하였다. 삼국간섭으로 독일에게도 중국을 분할하는 단서를 열어주어, 1898년 3월에는 독일군이 칭다오의 자오저우 만에 상륙하여 점령하였다.

## 1차 대전과 퇴위

### 독일의 참전
1914년 6월 28일, 오스트리아-헝가리의 황태자 부부가 보스니아의 사라예보를 방문하였는데 세르비아의 민족주의자 가브릴로 프린치프에게 저격당하는 사건이 일어났다. 그로 인해 오스트리아는 1914년 7월 28일, 세르비아에 선전 포고 하였다. 독일 또한 그 해 8월 1일에 러시아에 선전포고함으로써 오스트리아 측으로 전쟁에 참가하였다.

### 독일 혁명과 퇴위
그는 대전 중 독일군의 최고 군통수권자였으나, 실질적인 권한은 군수뇌부에게 맡겨져 1916년 8월 파울 폰 힌덴부르크와 루덴도르프가 국내의 독재자가 된 뒤로는 전혀 권력을 쥐지 못하였다. 패전시에는 국내의 지배계급으로부터 퇴위 권유를 받았으나, 왕권신수설의 신봉자인 그는 최후까지 자발적인 퇴위를 거부하였다.
1917년 미국의 서부유럽전선 참전과 함께 1918년부터 독일 내에서는 전세가 불리해짐을 직감한 시민들이 자발적으로 반전시위에 나섰으며, 그 해 11월에는 킬 군항에서 독일 수병들이 반란을 일으켰고, 이게 불씨가 되어 시민들도 시위에 합세하여 1919년 1월 9일 베를린을 장악하게 되었다. 독일 혁명으로 빌헬름 2세는 독일 황제직은 퇴위하고, 프로이센 국왕으로만 재위한다고 제안하였으나 받아들여지지 않는다. 결국 1918년 11월 9일 수상 막시밀리안이 황제의 퇴위 선언을 하며, 빌헬름 2세는 네덜란드로 망명하였다.
네덜란드 아메롱겐에서 1918년 11월 28일에 뒤늦게 쓰여진 빌헬름 2세의 퇴위 조서의 내용은 다음과 같다. 이로써 400여 년에 걸친 호엔촐레른 가의 프로이센 지배가 공식적으로 종료되었다.
짐은 이 문서를 통해 프로이센 왕위에 대한 향후의 모든 권리를 포기하고, 이로써 이와 연결된 독일 황위에 대한 권리도 포기한다.

동시에 짐은 독일 제국과 프로이센의 모든 공무원들 및 해군과 프로이센 육군·충성 서약 국가의 연방 할당 군대의 모든 장교와 하사관이 짐을 그들의 황제이자 왕, 최고 군통수권자로서 섬기는 것을 면제한다.

짐은 그들이 독일 제국의 새 질서가 잡힐 때까지 독일의 실질적 통치권의 소유자를 도와 독일 국민들을 무정부 상태, 기아 상태, 그리고 외국 통치의 위협적인 위험으로부터 보호해주기를 기대한다.

친필으로 서명하고 황제의 인장을 찍어 문서화함.

아메롱겐에서, 1918년 11월 28일— 빌헬름

### 퇴위 후
1921년 4월 11일에 아우구스테 빅토리아 황후가 사망하였다. 같은 해 11월 5일, 빌헬름 2세는 로이스 후작 영애 헤르미네와 재혼했다. 빌헬름 2세는 네덜란드 망명 중에도 항상 복위될 것이라는 희망을 품고, 제1차 세계대전 이후에도 독일의 보수파나 우익에 대해서 일정한 정치적 영향력을 가지고 있었다. 나치스 당에도 호의를 품고 있었으며, 독일에 남아있던 황태자 빌헬름을 나치 당에 입당시켰다.
그리고 1931년에는 헤르만 괴링이 네덜란드를 방문하여 빌헬름 2세를 면회했다고 한다. 하지만 아돌프 히틀러가 반(反)군주주의자란 것을 알고는, 나치스에 대한 지원을 소극적으로 했다. 한편으로 1940년 5월, 네덜란드가 나치스 독일군에 점령당할 것 같이 되었을 때, 영국의 윈스턴 처칠로부터 빌헬름 2세에 대해 영국으로의 망명을 권했음에도 불구하고, 이것을 거절하고 남아 독일군의 보호를 받았다. 한때 독일 황제였던 자신이 달성하지 못했던 파리 함락을 독일군이 달성한 것을 보고, 히틀러에게 축전을 보냈다. 또, 나치스를 맞이하려고 했지만 차갑게 무시되었다고 한다. 이 때문에 히틀러 정권 붕괴후 제위 계승권이 박탈당했다는 시각도 있다.

## 말년의 생활
1941년 6월 4일, 빌헬름 2세는 두른에서 사망했다. 독일 국내에서의 장례는 금지되었고, 나치당은 황족이나 이전부터 가까웠던 장교에 한해 장례식에 참석할 것을 허락했다. 빌헬름 2세는 우선 두른 예배당에 묻혔고, 그 후 유언에 따라 사후 두른에서 살던 저택의 정원에 건설된 영묘에 매장되었다.

## 자녀
황후인 아우구스테 빅토리아와의 사이에서 6남 1녀를 두었고, 후처인 헤르미네와의 사이에서는 자녀가 없었다.
| 사진 | 이름                               | 생일             | 사망                    | 기타                                                                                 |
| ---- | ---------------------------------- | ---------------- | ----------------------- | ------------------------------------------------------------------------------------ |
|      | 빌헬름 폰 프로이센 황태자          | 1882년 5월 6일   | 1951년 7월 20일 (69세)  | 체칠리에 인 메클렌부르크슈베린 여공작과 결혼, 슬하 4남 2녀 (루이 페르디난트 등)      |
|      | 아이텔 프리드리히 폰 프로이센 왕자 | 1883년 7월 7일   | 1942년 12월 8일 (59세)  | 올덴부르크의 조피 샤를로테 여공작과 결혼, 자녀 없음                                  |
|      | 아달베르트 폰 프로이센 왕자        | 1884년 7월 14일  | 1948년 9월 22일 (64세)  | 작센마이닝겐의 아델라이드 공녀와 결혼, 슬하 1남 2녀                                  |
|      | 아우구스트 빌헬름 폰 프로이센 왕자 | 1887년 1월 29일  | 1949년 3월 25일 (62세)  | 슐레스비히홀슈타인존더부르크글뤽스부르크의 알렉산드라 빅토리아 공녀와 결혼, 슬하 1남 |
|      | 오스카어 폰 프로이센 왕자          | 1888년 7월 27일  | 1958년 1월 27일 (69세)  | 이나 마리 폰 바스비츠 여백작과 결혼, 슬하 3남 1녀                                    |
|      | 요아힘 폰 프로이센 왕자            | 1890년 12월 17일 | 1920년 7월 18일 (29세)  | 안할트의 마리 아우구스테 공녀와 결혼, 슬하 1남                                       |
|      | 빅토리아 루이제 폰 프로이센 왕녀   | 1892년 9월 13일  | 1980년 12월 11일 (88세) | 에른스트 아우구스트 폰 하노버와 결혼, 슬하 4남 1녀                                   |

## 같이 보기
- 독일 제국
- 제1차 세계대전